# 21... Ways to Grow
A 21... Ways to Grow című stúdióalbum az amerikai Shanice harmadik stúdióalbuma, mely az  Amerikai Egyesült Államokban 1994. június 21-én jelent meg a Motown Records kiadónál. Az album nem volt olyan sikeres, mint az 1991-ben megjelent Inner Child, de végül a Billboard R&B album listáján a 46. helyen végzett. A Billboard 200-as listán pedig a 184. lett. Az albumról megjelent dalok közül a Turn Down The Light kapott nagyobb figyelmet, mivel több amerikai rádió is gyakorta műsorára tűzte, és a zenetévéken is gyakorta látható volt.

## Megjelenések
CD  Motown – 31453-0302-2
1. Ways To Grow (Intro) – 0:37
2. I Care (Interlude) – 0:46
3. Don't Break My Heart	5:11
4. Turn Down the Lights – 4:31
5. Somewhere – 4:13
6. Ace Boon Coon – 3:32
7. I Like – 4:49
8. Give Me The Love I Need – 4:21
9. I'll Be There – 5:00
10. I Wish – 5:56
11. When I Say I Love You – 3:57
12. I Wanna Give It To You – 3:59
13. Never Changing Love – 4:16
14. Needing Me – 4:01
15. Jesus Loves Me – 0:51

## Slágerlista
| Slágerlista (1994)        | Legjobb helyezés |
| ------------------------- | ---------------- |
| US Billboard 200          | 184              |
| US Top R&B/Hip-Hop Albums | 46               |

## Kislemezek
| Év   | Dal                    | Billboard Hot 100 | R&B | Dance |
| ---- | ---------------------- | ----------------- | --- | ----- |
| 1994 | "Somewhere"            | 122               | 28  |       |
| 1994 | "Turn Down the Lights" | 114               | 21  |       |
| 1994 | "I Wish"               |                   | 61  |       |
| 1995 | "I Like"               |                   |     | 38    |